# コーディネイターとナチュラル
コーディネイター (Coordinator) とナチュラル (Natural) は、テレビアニメ『機動戦士ガンダムSEED』をはじめとするコズミック・イラ (C.E.) 作品に登場する架空の人種概念。遺伝子操作を施されて出生した人間を「コーディネイター」、操作を受けず自然のままに出生した人間を「ナチュラル」と呼称する。

## 概要
「機動戦士ガンダムSEEDシリーズ」における「コーディネイター」は「遺伝子調整によってあらかじめ強靱な肉体と優秀な頭脳を持った新人類」と設定され、その呼称には「人類の未来の調整役（コーディネーター）になってほしい」という願いが込められている。
設定を担当した森田繁によれば、『SEED』放送当時に毎日放送でプロデューサーを務めていた竹田青滋の「プラント対地球という基本的な対立構造は、単なる人間同士の争いではないのではないか」という意見に端を発し、人間の差別意識や階級意識を扱う舞台装置としてコーディネイターの設定が作られていったと語っている。また、監督の福田己津央によれば、「コーディネイター」の概念を出してきたのは脚本を担当していた両澤千晶であり、制作当初は「ニューエイジ」という名称だったとしている。その由来については「当時、遺伝子操作をして生まれてくる生物がけっこういて、これからはそういう時代になるんじゃないか？という危機感をもっていた」としており、森田もまた当時理化学研究所で遺伝子を研究している研究者とゲノムについて話す機会が多かったのがアイデアに繋がったと語っている。
初期の案ではコーディネイターが地球外生命体とファーストコンタクトを行うというものもあったと語っている。尚、森田はコーディネイターのイメージソースとして、ラリー・ニーヴンのSF小説『神の目の小さな塵』に存在するミディエーターをオマージュしたものだと語っている。
サイエンスライターの森山和道は、リー・M・シルヴァー（英語: Lee M. Silver）の『複製されるヒト』（1997年）における遺伝子操作された「ジーンリッチ」とそうでない「ナチュラル」の階層社会が、この設定に影響していると評している。

## 作中における歴史
C.E.以前、度重なる宗教・民族的テロリズムはB・C兵器や放射性物質テロにまで踏み切り、その終息後は遺伝子汚染という爪痕を残した。特に健康な次世代を残せない人々は総人口の20%にも達し、彼らへの救済措置の為、本格的な遺伝子治療技術が解禁される。これは両親となる男女の遺伝子をパッチワークのように無傷な部分で繋ぎ合わせ、受精卵に移植するこの技術は当初、遺伝子損傷を次世代に引き継がせない目的で行われていたものであり、CEにおける遺伝子疾患は根絶された。。
こうした能力の強化を目的とした遺伝子操作技術にはその高額な費用から支配者階級が先ず飛びつき、自らの子孫をコーディネイターとして誕生させていく。しかし、C.E.15年、人類初のコーディネイター、ジョージ・グレンが遺伝子操作による自らの出生を告白すると共に、全世界へネットワークを通じてコーディネイター技術を伝えた。「彼らは自然に生まれた者達より、多くの力を持てる肉体と、多くの知識を得られる頭脳を持っている。そしてその創造者の意図は、我々人には、まだまだ可能性がある。それを最大限に引き出すことができれば、我等の行く道は、果てしなく広がるだろう」というものであった。しかし、遺伝子操作によって超人を造る技術であるコーディネイター技術は、世論から多くの反発を受けた。
C.E.16年、国連遺伝子資源開発会議にて、出生前の人間に対する遺伝子操作の一切を禁ずる「人類の遺伝子改変に関する議定書」が可決された。これにより、合法的にコーディネイターを誕生させることは不可能になったが、一部富裕層をはじめとする人々の欲望を制御しきることはできず、その後も多くのコーディネイターが違法に誕生し続けることになる。
C.E.30年のパレスティナ公会議の失敗により伝統宗教の権威が著しく失墜すると、「コーディネイター寛容論」や「遺伝子操作アレルギー論」が広まり、誕生するコーディネイターの数が増加していく。当初、コーディネイター技術はその莫大な費用から富裕層を中心に恩恵を受けていたが、需要が増大するにつれコストダウンが起こり、先進国の一般的な家庭であれば十分可能なレベルまでその敷居は引き下げられる 。コーディネイターを誕生させることを目的とする企業まで現れ、C.E.45年にはその人口が1000万人を突破したとみられる。しかし、この頃より学術・スポーツ・芸術等の各方面でコーディネイターの成果により「ヒトとしての能力」に歴然の差がある事が大きく世界に示されてしまい、更にコーディネイター同士の子供にも能力が引き継がれる事も明らかになったため、ナチュラルのコーディネイターへの感情は徐々に悪化を始める。結果、各地で反コーディネイター感情が再発し、C.E.53年にはジョージ・グレン暗殺、翌年のS2インフルエンザの大流行がコーディネイターのジョージ・グレン暗殺報復とナチュラル殲滅作戦との噂が流れるとナチュラルの反コーディネイター感情は決定的なものとなった。この事態を受け、C.E.55年には再度コーディネイター出生の禁止を定めた「トリノ議定書」が採択された。
備考
遺伝子治療技術をルーツにしたとする設定は吉野弘幸の考案であり（ただし、2012年の書籍掲載時にはその草案から作中用語等が後の設定に合わせて改変されている）、『機動戦士ガンダムSEED』本放送時に刊行された書籍においても同様の説明が確認できる。なお、コズミック・イラにおいて同技術は一般化されたものであるが、ナチュラル社会においても治療目的の遺伝子操作は認められており、そういった治療を受けた人々はコーディネイターとはみなされていないとされている。
外伝作品においては、本来の「コーディネイター」とは「新たに生まれるであろう新人類と人類の架け橋となる調整者となるように」と、最初のコーディネイターのジョージ・グレンによって命名されたものであったとされている。

## 能力差
コーディネイターは、感覚・運動神経が補強され、身体制御能力の向上と感覚器官の鋭敏化、特に、空間知覚能力の顕著な向上がもたらされた。また、最適化による知能と肉体能力の向上も一緒にした。肉体的に頑強かつ病気への耐性が高く、幼少期からナチュラルと比較し様々な物事を短期間で熟達する。老衰、あるいは著しい損傷を身体に被った場合はもちろん死に至るが、その能力差は総じてナチュラルより高く、身体能力や学力が成人年齢に達するのもナチュラルのそれより約5年ほど早いとされる。年端の往かない彼らが陸海空軍海兵隊の役割を総合したザフト軍の厳しい訓練や任務に耐えられるのも、コーディネイターの優秀な能力ゆえとされている。また、D.S.S.Dの一級管制官の資格試験には、コーディネイターはナチュラルのおよそ1/3の平均学習時間で合格できる。こういったコーディネイターの知的能力、身体能力の優越性は、学業、労働、芸術、スポーツといった社会競争の場面で全体的傾向として彼らを勝利させるため、ナチュラルにとっては生活を脅かす脅威となっていった。だが一方、コーディネイターでも技能的な側面では、適切な訓練や学習を行わなければ、その才能を完全に発揮することはできない。また、能力や性格は育った環境に左右され、母胎の不均一性などの原因から、オーダー通りの子どもが生まれないイレギュラーなケースも存在。そのため、個体差も存在する。他にも例外的な障害としてだが、出生後の生活環境や本人の生活習慣などの後天的理由で、視力などが低下する可能性もあれば、運動を怠れば肥満にもなる。また、コーディネーター特有の身体能力の強化を受けなかった者も存在する。複雑な操作が必要なモビルスーツ（以下MS）の操縦もナチュラルと比べれば短期間で習得することが可能で、一方ナチュラルは、その大多数が「ナチュラル用OS」が開発されるまでは満足に操縦を行えなかった。そのため、ザフト以外の勢力では戦闘用MSの実戦配備は遅れた。しかし、「ナチュラル用OS」完成後は一転してナチュラル陣営においてもMSが普及している。
備考
ただし、『SEED』シリーズにおいてはコーディネイターに匹敵ないし凌駕する能力を備えたナチュラルのキャラクターが度々登場しており、『機動戦士ガンダムSEED』のラウ・ル・クルーゼや『SEED MSV』のモーガン・シュバリエは超人的な空間認識能力を保有している。また、アニメーション『機動戦士ガンダムSEED』第1話や『機動戦士ガンダムSEED DESTINY』13話ではアークエンジェル艦長マリュー･ラミアスが、ザフトの部隊と交戦し勝利するシーンが存在した。
『機動戦士ガンダムSEED』第27話、エリカ・シモンズのセリフ「基本的に、コーディネイターの能力がナチュラルのそれを上回るのは、避けがたい事実であり、インターフェイスの性能が同じならば、彼らのほうが機体のポテンシャルをより有効に引き出すことができるのは、明々白々なことである」と述べていたが、公式外伝である『ASTRAY』シリーズなどでは、ナチュラルも戦闘目的以外の複雑な動きでなければ「コーディネイター用OS」搭載MSを扱えるだけでなく、技量の高いナチュラルならば戦闘も行えることが描写されている。

## 遺伝子調整の結果としての諸問題
遺伝子操作を受けたナチュラルの受精卵から誕生した者を第一世代コーディネイター、第一世代の親から産まれたコーディネイターを第二世代と呼び、以降はそれに続く。第一世代同士の両親から生まれた第二世代にも同様の措置が取られコーディネイターの能力が継承されているのだが、遺伝子配列が個別に複雑化した結果、受精が成立しない組み合わせの存在が発覚する。遺伝子の型が組み合わない者同士での出産は不可能となり、世代が進むにつれて型が複雑化し、第三世代の出生率の低下は現行の深刻な問題になっている。そのため、プラントでは誕生時の遺伝子から適合性を見出しての婚姻統制を取り、技術開発によってこの問題を解決する研究を行っている。
また、遺伝子の病（コーディネイターの病）は遺伝子の原因が判らないと治療ができない問題点も存在する。
遺伝子調整によって、知能や身体能力だけでなく、髪の色、肌の色、目の色、身長等、外見のデザインも可能となったものの、母体の影響か遺伝子の組み合わせによるものなのかは不明だが、デザイン通りに生まれてこない例が少なくない。そのため希望通りの外見に生まれてこなかったからと言う理由で親権を放棄してしまうケースが多々ある。
備考
これらの問題点からシーゲル・クラインは「コーディネイターは決して完全無欠ではない」とコーディネイター優生論を戒めていたが、パトリック・ザラは「科学技術の進歩でこの問題も何時か必ず解決する」と主張していた。しかし、これも専門家ではない者の希望的観測に過ぎず、作中では解決策の糸口すら見つかったとは描かれていない。

## ハーフコーディネイター
生物学上では両者は共にホモ・サピエンスとして分類される。よって双方による次世代の誕生（混血）は可能。現時点での総数は双方より少ない彼らは「ハーフコーディネイター」と呼ばれることが多い。共にホモ・サピエンスに分類される者同士な為、制約無く出産が可能。ただし、ナチュラルと混血を繰り返す度にコーディネイターとしての能力は薄まるため、自身がコーディネイターである事にアイデンティティを持つ者や、プラント国内ではタブー視されている。
穏健派のプラント最高評議会議長シーゲル・クラインは「自立して存続しうる新たな種ではない」と、先細る運命にあるコーディネイターの未来を危惧し、上記の出生率の問題に対する解決策として両種を結ばせ、ナチュラルへ回帰（ナチュラル回帰論）させることを考えていた。秘密裏にコーディネイターの一部を南米へ移住させ、「ナチュラル帰り」を実施している。
『機動戦士ガンダムSEED ECLIPSE』では、構成員の大半がハーフコーディネイターで構成された軍事組織「アンティファクティス」が登場する。

## スーパーコーディネイター
コロニーメンデルにおいて、ユーレン・ヒビキが「人工子宮」を用いて胎児を発育させた「最高のコーディネイター」を、「スーパーコーディネイター」と呼ぶ。
事の発端は、コーディネイター作出のための受精卵へのジェネティックエンハンスメントにおいて、クライアント（親）のオーダーに基づき技術者のデザインした塩基配列（遺伝子型）どおりの形質（表現型）が胚の生育過程で発現しない例が少なからずあったことによる。例えば、青い瞳になるよう塩基配列をデザインしたのに青い瞳の胎児として発生発達せず、金髪になるようデザインしたのに金髪の胎児に育たない、などである。ヒビキ博士は、これらの現象を、生物である「母胎」という“装置”が不均質であり、それが様々な変数となって胚の生育に影響を及ぼすからだと考えた。そこで彼は、胚が母胎からの余計な影響を受けない「人工子宮」を開発し、それを用いて受精卵を発育させ、完全にクライアントのオーダー通りの形質発現を達成したコーディネイターを誕生させられるように研究をしていた。
しかし、いつしかユーレンは自身の子供を身体、頭脳共に極限まで高めた生命体「スーパーコーディネイター」を生み出そうとしていた。人工子宮という装置の機器としての完成度や諸々の問題は依然としてあり、満足のいく個体を誕生させる歩留まりは非常に低かった。ユーレンは研究者としての執念から、妻であるヴィアの反対を押し切り、幾多の失敗例の山を築いたうえで、唯一の成功例として妻が受胎した二卵性双子の子供の内、息子（キラ・ヒビキ、後に妹夫妻に引き取られてヤマト姓となったキラ・ヤマト）をスーパーコーディネイターとして誕生させた。キラの双子の姉である娘のカガリもナチュラルではあるが能力はかなり高く、もともとの遺伝子にも恵まれている。
遺伝子研究の権威でもあるプラント最高評議会議長ギルバート・デュランダルは「当代誰も敵わないキラのやるべき道はモビルスーツパイロット」だと評価し、失敗作の烙印を押されたがカナード・パルスもユーラシア連邦にスーパーコーディネイターとして能力を買われている。

## アコード
『機動戦士ガンダムSEED DESTINY』の1年後、C.E.75年を舞台とする映画『機動戦士ガンダムSEED FREEDOM』より登場。元メンデル研究所員であったファウンデーション王国女王アウラ・マハ・ハイバルによって生み出された、コーディネイターを超える新種のコーディネイター。アウラ配下の親衛隊「ブラックナイトスコード（ブラックナイツ）」のほか、ラクス自身もこの人種として生み出されたことが明らかとなる。通常のコーディネイターと同様の優れた戦闘力・知能に加えて、テレパシーによる精神干渉能力を有しており、劇中ではキラを能力で暴走させることで、彼が所属する世界平和監視機構「コンパス」の信用失墜と抹殺するための大義名分に利用される。

## 戦闘用コーディネイター
プラント理事国の軍部（後の地球連合軍）が兵器として開発した戦闘に特化した遺伝子調整がなされたコーディネイターである。
初期段階では叢雲劾やグゥド・ヴェイア等の脱走者を出しており、また一部にはエルザ・ヴァイス等のように軍部の思惑とは外れた用途で作られた人物もいる。
ただしその作成手法は通常のコーディネイターと同等である事から、完全に遺伝子調整通りのスペックを発揮するスーパーコーディネイターとは違い、付与された戦闘の為の遺伝子調整とは明確に異なるスペック…つまり「遺伝子調整に依らない、生まれつきの才能」を発揮する事例も比較的多い。
理事国軍部による戦闘用コーディネイター開発の最終段階となったのが「ソキウス計画」と名付けられた計画であり、それによって生み出された者がブルーコスモス台頭以前に作られたソキウスシリーズである。彼等は高度な戦闘能力と共に、服従遺伝子によって生まれついての心理コントロールが施されているため、「ナチュラルのためになること」を最優先としている。これは「意思レベルでナチュラルの為に働けることが喜びとなる」精神構造という形で表れており、また彼等ソキウス個々人の意思にかかわらずナチュラルに対する行動は心理的に抑制され、一般のナチュラルは無論、ナチュラルに危害を加えたり利益にならない相手でもナチュラルであれば、攻撃や妨害などの行動はできない。彼等は遺伝子改造された受精卵段階で分割され大量に量産された後、大半が胎児の状態で凍結されており、今でもそこから解凍し生産すれば全く同じ遺伝子のソキウスを大量に製造可能である。
戦闘用コーディネイターはザフト設立以前から存在し段階的に開発されソキウス計画まで進展していたが、地球連合とプラントの戦争勃発おいて、コーディネイター勢力が仮想敵となった関係から、戦闘用コーディネーター計画全体の開発、運用が中止。結果、ごく一部を除き、地球連合が保有していたソキウスの大半は、ブルーコスモスに関係のある企業に引き取られる処分が取られ、連合のモビルスーツ開発に従事。それでも彼等は「過酷な実験でもナチュラルの為に働ける」ことを喜びながら消耗していき、最終的にコーディネーターと同レベルに強化したナチュラルであるブーステッドマンやエクステンデットにとって替わられることになる。
ただし彼等の中から更に極僅かな脱走者が生き残り、L4の廃墟コロニー群に秘匿されていた「ソキウスのSEED」を手に入れたことで、CE71年以降ソキウスの数自体は増えており、彼等は存在意義である「ナチュラルの為になる」という存在意義の為に、多数が人類社会に溶け込んでナチュラルの為に働いている。
また彼等とは異なり、「一族」で作られた戦闘用コーディネイターにスーがいる。
その作り方は理事国軍部と比較しても徹底しており、理事国軍部が確立した戦闘用コーディネイターの技術を全て注ぎ込むのみならず、開発段階で多くのコーディネイターの遺伝子サンプルをベースにし、さらに基本的な人間としての機能すら戦闘に不要であれば排除され、本来人間が持たない機能すら肉体強化のために追加する等、人間の範疇を逸脱した、正気の沙汰とは思えないレベルでの遺伝子改造を施されている。
それによって製造された、長い四肢、物理的に撓る腕、内臓が入っているのかわからないほどの細身でありながら、素手で人ほどの大きさの金属製レンチすら拉げさせ、地球上で生身の脚力での跳躍のみを駆使して17mほどの高さのMSのコックピットまで簡単にたどり着くほどの肉体的スペックを付与されている。あまりにも一般的な「人体」の形から逸脱したその姿は、ある種そのバックボーン共々、スーパーコーディネイターとはまた別の意味で「人間を超える」事に成功したコーディネイターの一例とも言える。

## 各国の状況
集計時期は定かでは無いが、大半の人類が地球に暮らすCE71年において、コーディネイターの総人口は全人類中で5億人とされ、うち宇宙在住者の大半であるプラント在住者は6000万人。それ以外の詳細な分布は明らかにされていない。
プラント
その設立経緯から住民の大多数はコーディネイターだが、第一世代の親および大西洋連邦のオーブ侵攻後のオーブからの亡命者とその家族など、ナチュラルの住民も存在する。コーディネイターは15歳が成人年齢であり、17歳から18歳で官僚や閣僚の役職をこなす者も珍しくない。兵役に出るのも10代が通常である。小説版『SEED ASTRAY』では、ナチュラルの住民（主にコーディネイターの親世代）を中心に地球への帰還を志望する者が増えている。
地球連合・地球国家
地球連合軍に所属するコーディネイターも少なからず存在するとされているが、その詳細は明らかにされていない。外伝作品『機動戦士ガンダムSEED ASTRAY R』においては、地球連合軍に所属するコーディネイターとしてジャン・キャリーが登場するものの、ナチュラル用OSの導入に成功した事から不用となり、軍を追われている。
また、「ソキウス」と呼ばれる戦闘能力に突出したコーディネイターも導入していたが、こちらもナチュラル用OSの実用化後は不要と見なされ、その中には新型MSの演習の的にされたものも存在した。
『機動戦士ガンダムSEED DESTINY』、『機動戦士ガンダムSEED C.E.73 STARGAZER』の時代では在地球コーディネイターによる反連合レジスタンス組織が多数存在しており、その一つは南米のフォルタレザ等でテロ活動を行っている。

オーブ連合首長国
数少ない中立国であり大半の国民はナチュラルであるがコーディネイターも受け入れている。中には正体を隠遁している「潜在コーディネイター」が存在する。エリカ・シモンズは、夫にはコーディネイターであることを告白しているが、幼少期の差別から息子や職場の人間に隠して生活している。大西洋連邦に侵攻された際はシンを始め多くのコーディネイターおよびその家族や親戚のナチュラルがプラントやスカンジナビア王国へ避難や移住した。
ジャンク屋組合他
数少ない中立国・中立組織である。『ASTRAY』劇中において、ブルーコスモス（‘聖なる大地‘を含む）などの一部狂信的グループを除き、コーディネイターとナチュラルの間に特に対立構図は見られない。
L4コロニー
詳細は不明だが、この地点にはコーディネイター、ナチュラル双方の中立コロニーが点在するとされている。一方で、『SEED ASTRAY』においては、CE70年ザフト侵攻による新星攻防戦においてL4コロニー群が廃墟と化した時、L4コロニー群の住民は地球へと随時退避したとされている。一方で、『SEED ASTRAY R』では、L4群のコロニーが存在する場面もみられる。
火星圏
漫画作品『機動戦士ガンダムSEED ⊿ ASTRAY』においては火星コロニーの1つ「オーストレールコロニー」が登場。火星に入植する為、職業や役割に合わせて調整されたコーディネイターが製造されている。

## カーボンヒューマン
『機動戦士ガンダムSEED VS ASTRAY』に登場する改造人間。「ライブラリアン」が構成員として製造している。人間の新陳代謝を利用し、特定の人間に再現したい人物の遺伝子情報を取り入れたレトロウイルスを投与して遺伝子を書き換え、同時に記憶をコピー（場合によっては脳内物質の投与も行う）して任意の人間を再現する。製造完了までには半年ほどの時間がかかり、再現度を高めるためにはコピー元に近い素養や年齢を持った人間をベースに改造する必要がある。ただし、人間の生理学的な差異から完全な再現に至らず、性格が変化してしまう事もある。
カーボンヒューマンのほとんどが死んだ人物を再現したものであるが、ND-HE（エヌディ・ヒィ）のように生存する人物の成長期をそのまま再現したケースもある。
劇中に登場したカーボンヒューマンは次の通り。
- プレア・レヴェリー（カーボンヒューマン）
- ND-HE（エヌディ・ヒィ）
- ロンド・ギナ・サハク（カーボンヒューマン）
- 蘊・奥（カーボンヒューマン）
- グゥド・ヴェイア（カーボンヒューマン）